# Zwenkgrasroest
Zwenkgrasroest (Puccinia festucae) is een heteroecische roest die tot de Basidiomycota behoort. De schimmel is een endoparasiet van kamperfoelie en van Festuca-soorten.

## Levenscyclus
De schimmel heeft een ingewikkelde cyclus, waarbij kamperfoelie de primaire waardplanten is. De schimmel tast ook het blad en de stengel van de secundaire waardplant, de Festuca-soorten aan. Op de Festuca-soorten worden teleutosporen, basidiosporen en urediniosporen gevormd en op kamperfoelie spermatiën op de bovenzijde van het blad en aecidiosporen op de onderzijde.

## Morfologie
De  honingkleurige spermogonia zitten in kleine groepjes op de bovenzijde van het blad en de witgele aecia in ronde groepjes op de onderzijde. De aecia vormen oranje, 17-21 µm lange en 20-27 µm brede aeciosporen met een gerimpeld oppervlak. De gele uridia groeien aan de bovenzijde van de bladeren van Festuca-soorten. De geelachtige tot goudgele, 24-29 µm lange en 22-25 µm brede uredosporen zijn bolvormig tot breed ellipsoïd en hebben fijne stekels. Ze hebben 5-8, equatoriale kiemporen. De zwartbruine telia groeien ook aan de bovenzijde van het blad en liggen vroeg bloot. De diep goudgele tot licht hazelnootbruine, 42–58 µm lange en 15–18 µm brede teliosporen zijn tweecellig en meestal langwerpig tot knotsvormig. Ze hebben bovenop vingervormige uitsteeksels. De steel is bruinachtig en tot 20 µm lang.

## Versprpeiding
Het bekende verspreidingsgebied van Puccinia festucae strekt zich uit van Alaska via Korea en India tot in Europa.